# 糖福印刷創意館
糖福印刷創意館位於臺灣臺南市新營區，是利用新營糖廠糖福印刷所的舊廠房與設備介紹活版印刷文物的文化館。該館於2016年1月26日正式開幕，號稱保有臺灣唯一一套最完整的活版鉛字印刷機具和7、8萬個鉛字、銅模。館內文物中的鑄字機、校對機、四開印刷機、圓盤印刷機及裁紙機等5件印刷設備，在2014年被列為臺南市的一般古物。

## 沿革

### 印刷所時期
糖福印刷所的前身是台糖勵進會在民國43年（1954年）7月動用福利基金1百萬元投資設立的「台糖員工福利印刷所」，以節省台糖各單位的印刷費用，和解決一部分編餘員工的就業問題。最初所址一說是設在已停產的彰化糖廠內，另一說是在溪州糖廠內。剛開始時是調用總爺糖廠總務課長沈耀奎來擔任印刷所主任，而印刷設備除了向臺南新生印刷廠購買外，還有接收屏東、車路墘、彰化3座糖廠勵進會的印刷設備。
而在職工福利委員會（福利總會）於民國46年（1957年）4月成立，7月3日召開第4次管理委員會委員會議後，隔天印刷所便改由此組織接辦。之後職工福利委員會與臺灣區製糖工業產業工會聯合會於民國53年（1964年）2月合資設立「糖福企業有限公司」，以推銷台糖副產品，並照顧台糖退休員工集失業眷屬生活（聘為佣金制推銷員）。
民國58年（1969年）10月，印刷所遷往新營的新建廠房，同時員工從280多人減為70多人。隔年（1970年）印刷所資本額從100萬增加到200萬，總會投資65%，各總廠福利會投資35%。此外該年9月在臺北糖福公司舊址成立臺北印刷部，以配合台糖公司集中臺北辦公、延攬北部業務。由於臺北印刷部的成立，《台糖通訊》、《糖業黨務》、《工聯通訊》、《蔗報》、公司業務公報與印件都由該部門承印，新營方面僅承印各單位之印件。然而到了民國61年（1972年）臺北印刷部就因為業務量不足而結束，另外該年3月1日員工福利印刷所改稱「糖福印刷所」。
民國72年（1983年），福利總會考量廠房老舊，且周圍土地價值升高，決定將土地交還給台糖，跟新營總廠協商後借用原蔗農服務站閒置房舍3棟使用，同時另建新廠。次年（1984年）3月印刷所遷入新址營業，於6月20日舉行落成啟用典禮。後來糖福印刷所轉由「糖福育樂股份有限公司」管理，仍於原址設新營營業處，負責印刷業務。後來糖福印刷所於民國100年（2011年）停辦，廠房設備由台糖台南區處接管。

### 糖福印刷創意館時期
糖福印刷所結束營運之後，台糖原本有意將印刷設備遷到橋頭保存，新營社區大學得知後推動現地保存活動。民國103年（2014年），糖福印刷所其中5件印刷設備被認定為臺南市的一般古物。之後在民國104年（2015年），確定將糖福印刷所的印刷文物現地保存，台糖預計動用600多萬元打造文化館。
民國105年（2016年）1月26日，「糖福印刷創意館」正式開幕。該年5月台糖與臺灣金屬創意館策略結盟，經營「糖福印刷創意館」。

## 圖片

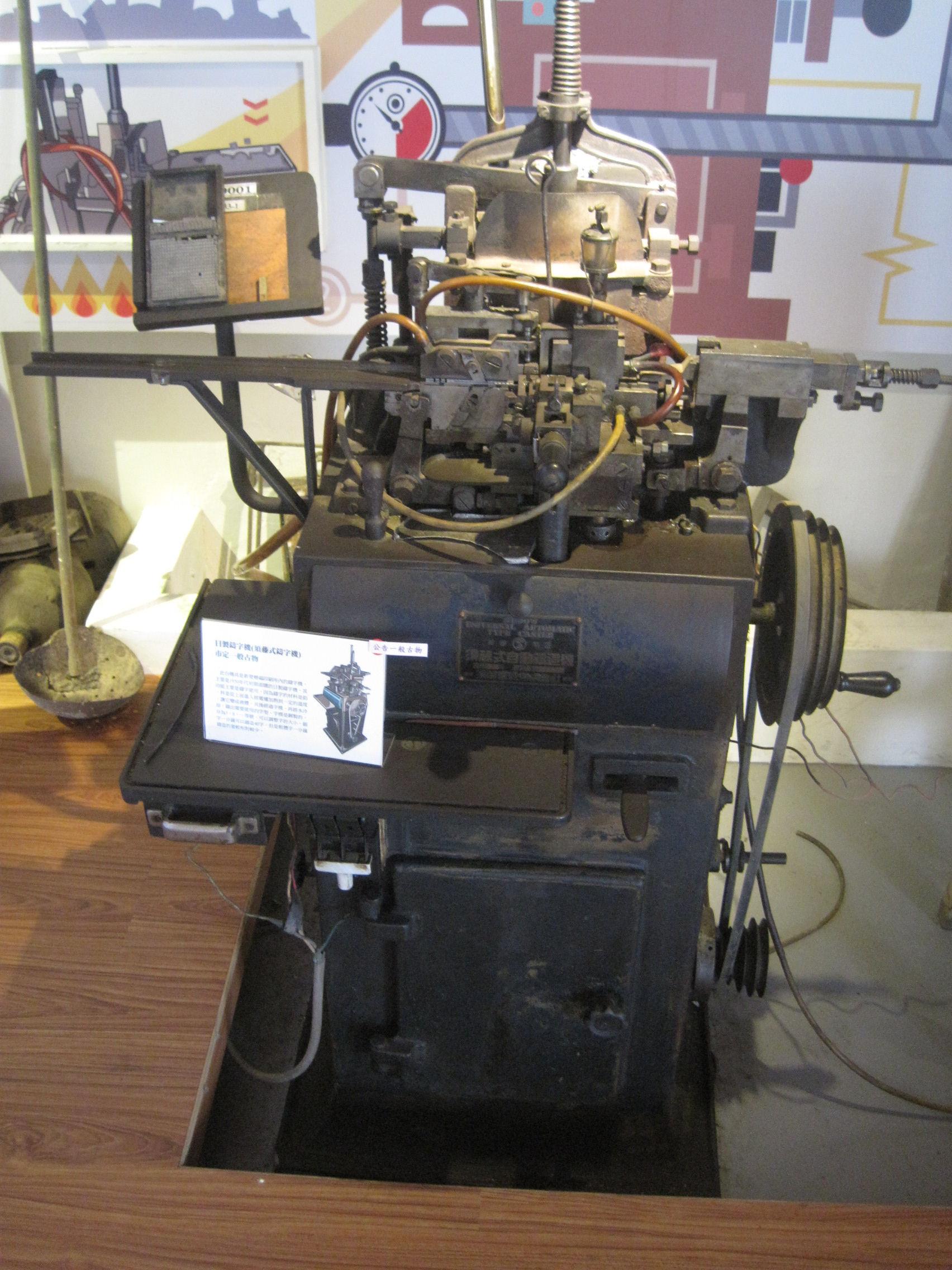
日製鑄字機
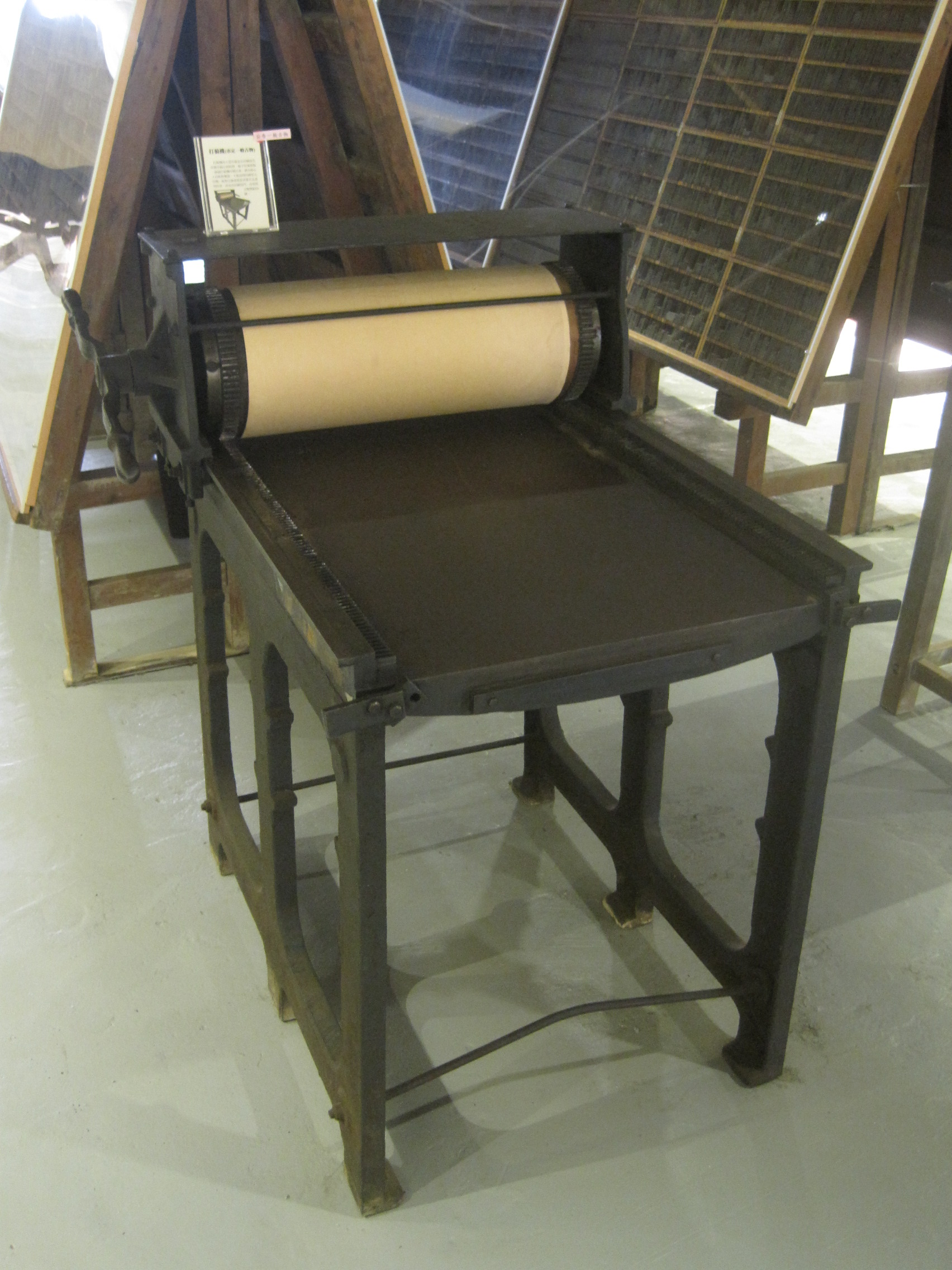
校對機
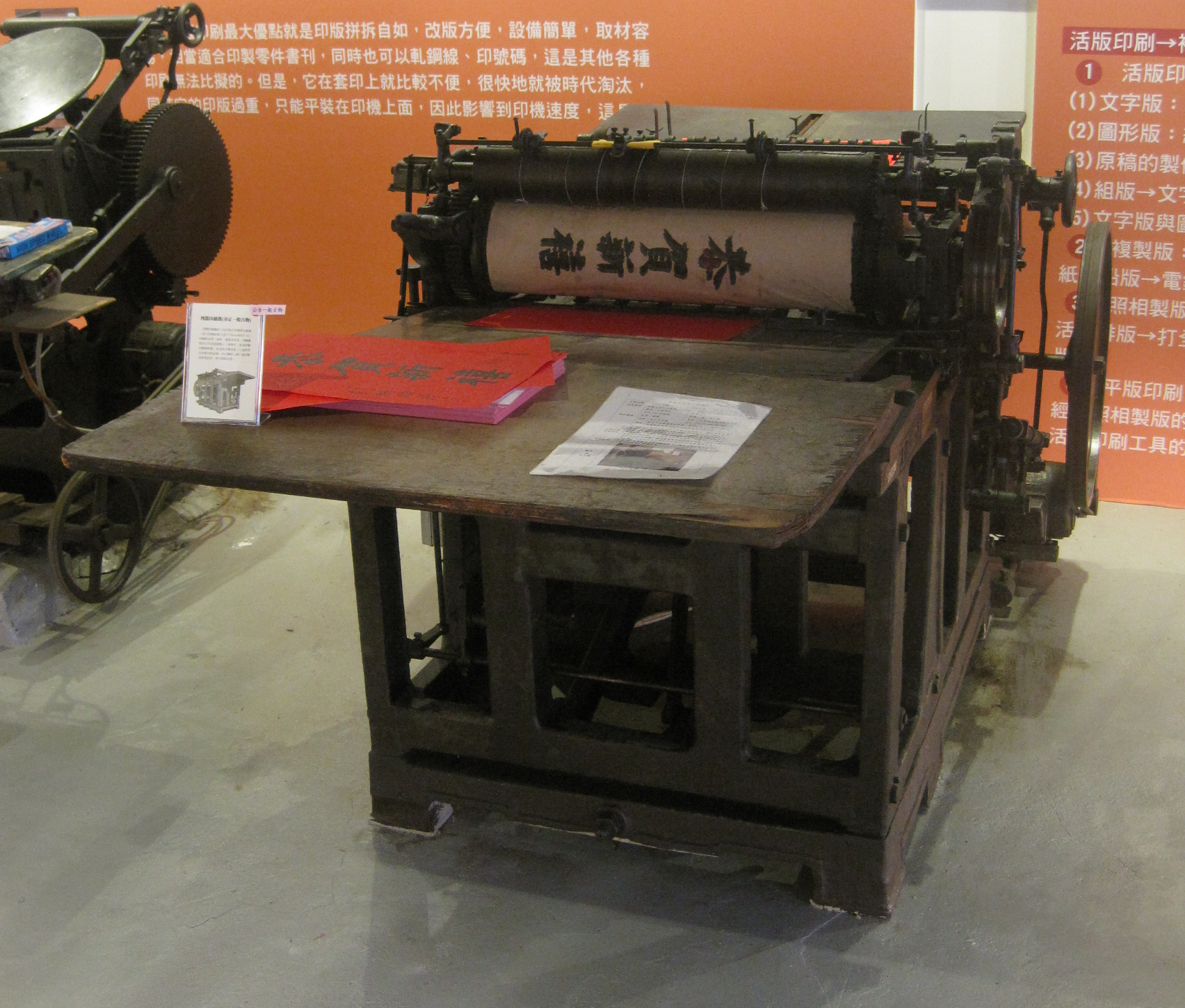
四開印刷機
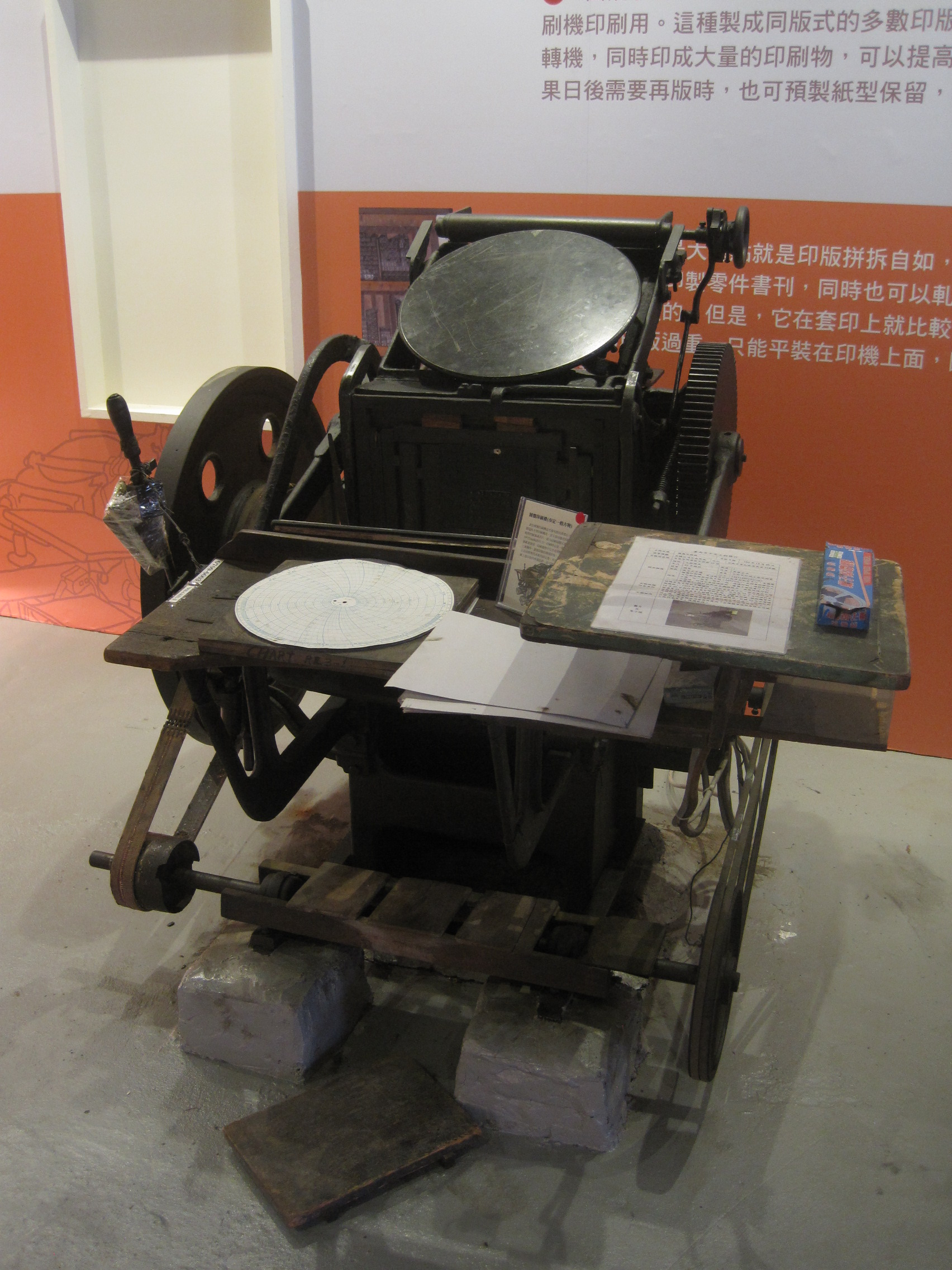
圓盤印刷機
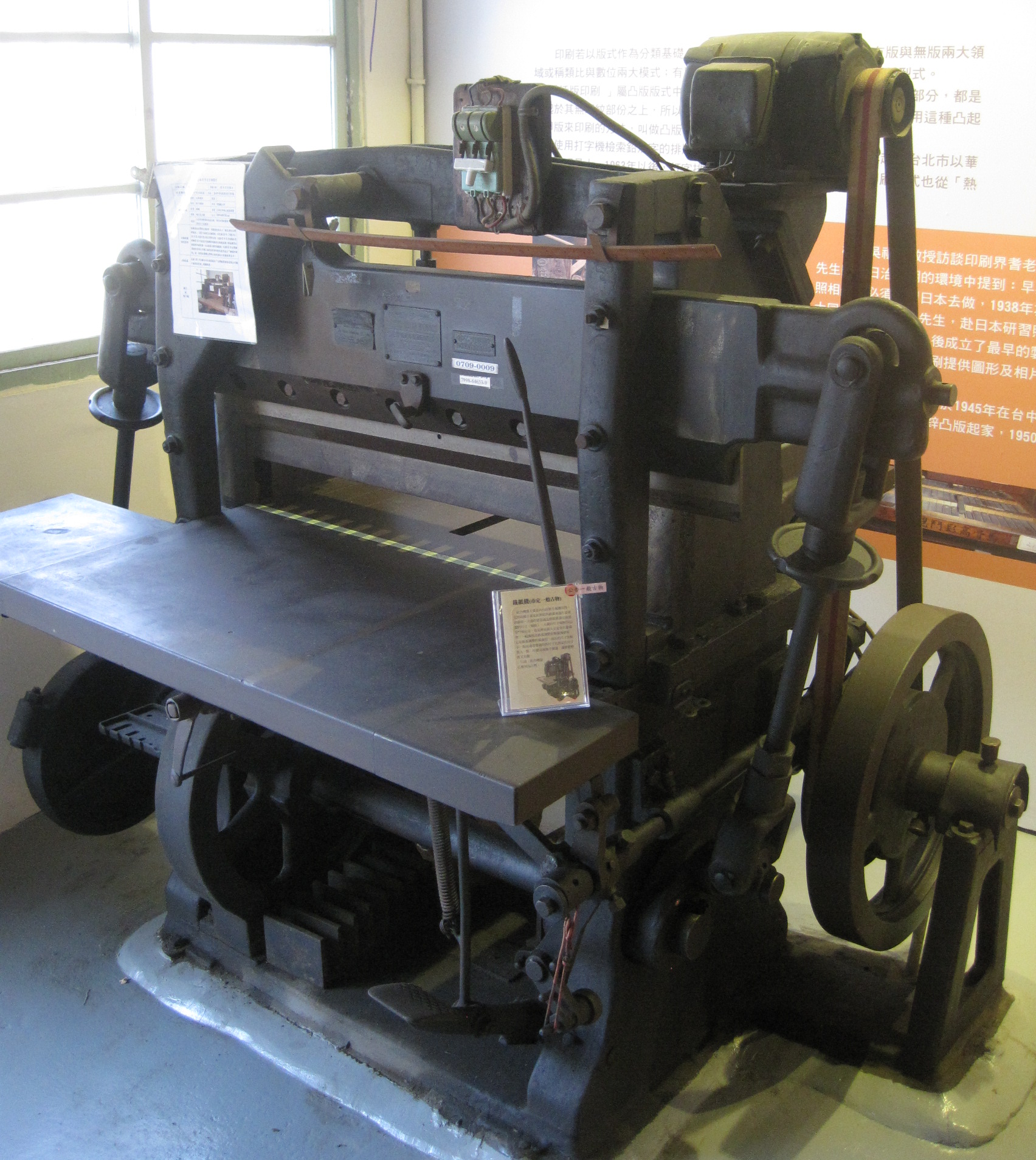
裁紙機